# Cyrtauchenius obscurus
Cyrtauchenius obscurus is een spinnensoort uit de familie Cyrtaucheniidae. De soort komt voor in Sicilië.